# US Open 1997
Die 117. US Open 1997 waren ein internationales Tennisturnier und fanden vom 25. August bis zum 7. September 1997 im USTA Billie Jean King National Tennis Center im Flushing-Meadows-Park in New York, USA statt.

## Herreneinzel

### Setzliste
| Nr. | Spieler            | Erreichte Runde |
| --- | ------------------ | --------------- |
| 01. | Pete Sampras       | Achtelfinale    |
| 02. | Michael Chang      | Halbfinale      |
| 03. | Jewgeni Kafelnikow | 2. Runde        |
| 04. | Goran Ivanišević   | 1. Runde        |
| 05. | Thomas Muster      | 1. Runde        |
| 06. | Àlex Corretja      | 3. Runde        |
| 07. | Sergi Bruguera     | Achtelfinale    |
| 08. | Carlos Moyá        | 1. Runde        |

| Nr. | Spieler            | Erreichte Runde |
| --- | ------------------ | --------------- |
| 09. | Gustavo Kuerten    | 3. Runde        |
| 10. | Marcelo Ríos       | Viertelfinale   |
| 11. | Thomas Enqvist     | Rückzug         |
| 12. | Félix Mantilla     | Achtelfinale    |
| 13. | Patrick Rafter     | Sieg            |
| 14. | Mark Philippoussis | 3. Runde        |
| 15. | Petr Korda         | Viertelfinale   |
| 16. | Albert Costa       | 1. Runde        |

## Dameneinzel

### Setzliste
| Nr. | Spielerin         | Erreichte Runde |
| --- | ----------------- | --------------- |
| 01. | Martina Hingis    | Sieg            |
| 02. | Monica Seles      | Viertelfinale   |
| 03. | Jana Novotná      | Viertelfinale   |
| 04. | Iva Majoli        | 2. Runde        |
| 05. | Amanda Coetzer    | Achtelfinale    |
| 06. | Lindsay Davenport | Halbfinale      |
| 07. | Conchita Martínez | 3. Runde        |
| 08. | Anke Huber        | 3. Runde        |

| Nr. | Spielerin               | Erreichte Runde |
| --- | ----------------------- | --------------- |
| 09. | Mary Pierce             | Achtelfinale    |
| 10. | Arantxa Sánchez Vicario | Viertelfinale   |
| 11. | Irina Spîrlea           | Halbfinale      |
| 12. | Mary Joe Fernández      | Achtelfinale    |
| 13. | Brenda Schultz-McCarthy | 2. Runde        |
| 14. | Barbara Paulus          | 1. Runde        |
| 15. | Ruxandra Dragomir       | 1. Runde        |
| 16. | Kimberly Po             | 3. Runde        |

## Herrendoppel

### Setzliste
| Nr. | Paarung                           | Erreichte Runde |
| --- | --------------------------------- | --------------- |
| 01. | Todd Woodbridge Mark Woodforde    | 1. Runde        |
| 02. | Jacco Eltingh Paul Haarhuis       | 2. Runde        |
| 03. | Sébastien Lareau Alex O’Brien     | 2. Runde        |
| 04. | Jewgeni Kafelnikow Daniel Vacek   | Sieg            |
| 05. | Mark Philippoussis Patrick Rafter | Achtelfinale    |
| 06. | Luis Lobo Javier Sánchez          | 2. Runde        |
| 07. | Martin Damm Andrei Olchowski      | Achtelfinale    |
| 08. | Ellis Ferreira Patrick Galbraith  | 1. Runde        |

| Nr. | Paarung                           | Erreichte Runde |
| --- | --------------------------------- | --------------- |
| 09. | Rick Leach Jonathan Stark         | 1. Runde        |
| 10. | Mahesh Bhupathi Leander Paes      | Halbfinale      |
| 11. | Jonas Björkman Nicklas Kulti      | Finale          |
| 12. | Neil Broad Piet Norval            | 1. Runde        |
| 13. | Donald Johnson Francisco Montana  | Achtelfinale    |
| 14. | Trevor Kronemann David Macpherson | Achtelfinale    |
| 15. | Grant Connell Daniel Nestor       | Achtelfinale    |
| 16. | Olivier Delaître Fabrice Santoro  | 1. Runde        |

## Damendoppel

### Setzliste
| Nr. | Paarung                                | Erreichte Runde |
| --- | -------------------------------------- | --------------- |
| 01. | Gigi Fernández Natallja Swerawa        | Finale          |
| 02. | Martina Hingis Arantxa Sánchez Vicario | Halbfinale      |
| 03. | Lindsay Davenport Jana Novotná         | Sieg            |
| 04. | Nicole Arendt Manon Bollegraf          | Halbfinale      |
| 05. | Larisa Neiland Helena Suková           | Achtelfinale    |
| 06. | Yayuk Basuki Caroline Vis              | Viertelfinale   |
| 07. | Alexandra Fusai Nathalie Tauziat       | Viertelfinale   |
| 08. | Conchita Martínez Patricia Tarabini    | Viertelfinale   |

| Nr. | Paarung                          | Erreichte Runde |
| --- | -------------------------------- | --------------- |
| 09. | Naoko Kijimuta Nana Miyagi       | Achtelfinale    |
| 10. | Lisa Raymond Rennae Stubbs       | Achtelfinale    |
| 11. | Sabine Appelmans Miriam Oremans  | 1. Runde        |
| 12. | Mary Joe Fernández Anke Huber    | Achtelfinale    |
| 13. | Amy Frazier Kimberly Po          | Achtelfinale    |
| 14. | Katrina Adams Kristie Boogert    | Achtelfinale    |
| 15. | Anna Kurnikowa Jelena Lichowzewa | Achtelfinale    |
| 16. | Ruxandra Dragomir Iva Majoli     | Viertelfinale   |

## Mixed

### Setzliste
| Nr. | Paarung                         | Erreichte Runde |
| --- | ------------------------------- | --------------- |
| 01. | Patrick Galbraith Lisa Raymond  | Halbfinale      |
| 02. | Ellis Ferreira Gigi Fernández   | Viertelfinale   |
| 03. | Andrei Olchowski Larisa Neiland | Viertelfinale   |
| 04. | Daniel Nestor Nathalie Tauziat  | Viertelfinale   |

| Nr. | Paarung                     | Erreichte Runde |
| --- | --------------------------- | --------------- |
| 05. | Rick Leach Manon Bollegraf  | Sieg            |
| 06. | Cyril Suk Helena Suková     | Achtelfinale    |
| 07. | Menno Oosting Yayuk Basuki  | Achtelfinale    |
| 08. | Mahesh Bhupathi Rika Hiraki | 1. Runde        |